# Limnopilos
Limnopilos is een geslacht van kreeftachtigen uit de klasse van de Malacostraca (hogere kreeftachtigen).

## Soorten
- Limnopilos microrhynchus (Ng, 1995)
- Limnopilos naiyanetri (Chuang & Ng, 1991)
- Limnopilos sumatranus (Naruse & Ng, 2007)